# Mount Washington (Massachusetts)
Mount Washington és una població dels Estats Units a l'estat de Massachusetts. Segons el cens del 2000 tenia 130 habitants.

## Demografia
Segons el cens del 2000, Mount Washington tenia 130 habitants, 64 habitatges, i 36 famílies. La densitat de població era de 2,3 habitants/km².
Dels 64 habitatges en un 15,6% hi vivien nens de menys de 18 anys, en un 48,4% hi vivien parelles casades, en un 4,7% dones solteres, i en un 42,2% no eren unitats familiars. En el 37,5% dels habitatges hi vivien persones soles el 10,9% de les quals corresponia a persones de 65 anys o més que vivien soles. El nombre mitjà de persones vivint en cada habitatge era de 2,03 i el nombre mitjà de persones que vivien en cada família era de 2,7.
Per edats la població es repartia de la següent manera: un 16,9% tenia menys de 18 anys, un 2,3% entre 18 i 24, un 21,5% entre 25 i 44, un 43,8% de 45 a 60 i un 15,4% 65 anys o més.
L'edat mediana era de 52 anys. Per cada 100 dones de 18 o més anys hi havia 103,8 homes.
La renda mediana per habitatge era de 53.125 $ i la renda mediana per família de 55.750$. Els homes tenien una renda mediana de 40.417 $ mentre que les dones 31.250$. La renda per capita de la població era de 50.149$. Entorn del 4,5% de les famílies i el 8,2% de la població estaven per davall del llindar de pobresa.